# Святой Иероним и лев в монастыре (картина Карпаччо)
Святой Иероним и лев в монастыре (итал. San Girolamo e il leone nel convento) — картина венецианского художника Витторе Карпаччо. Хранится в Венеции, в Скуоле ди Сан-Джорджо дельи Скьявони.

### История создания

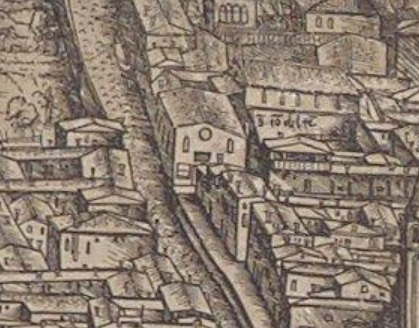
Якопо де Барбари. Вид Венеции. 1500 г. Фрагмент. В центре — изображение скуолы ди Сан-Джорджо дельи Скьявони до перестройки XVI века

Скуола ди Сан-Джорджо дельи Скьявони («Schiavoni» на венецианском диалекте означает «славяне») была основана в 1451 году выходцами из Далмации, в основном моряками и ремесленниками славянского происхождения. В 1502 году Витторе Карпаччо получил от Скуолы заказ на несколько картин для украшения зала собраний братства — Альберго (итал. Albergo). В том же году он создал два полотна из жизни Христа, а затем приступил к созданию семи картин, посвящённых житию святых покровителей братства — Георгия, Трифона и Иеронима, которые закончил приблизительно к 1507 году. Святому Иерониму посвящены три работы: «Святой Иероним и лев в монастыре», «Похороны святого Иеронима» и «Видение святого Августина». В середине XVI века после реконструкции здания полотна Карпаччо были перемещены из зала Альберго на втором этаже в часовню на первом.

### Сюжет и описание картины
Святой Иероним был особо почитаем членами Скуолы как соотечественник — он родился в далматинском городе Стридоне. Сюжет картины почерпнут из «Золотой легенды» Иакова Ворагинского — популярного в эпоху Возрождения сборника житийных преданий. Согласно легенде, однажды в монастырь, основанный Иеронимом в Вифлееме, пришёл лев с лапой, израненной терниями. Монахи в страхе разбежались. Лишь Иероним помог животному, излечил его рану, и лев стал жить в монастыре, помогая братьям по хозяйству.
Карпаччо помещает сцену в обстановку венецианского монастыря. Внезапное вторжение льва нарушает покой обители и вызывает паническое бегство монахов. Тщетно престарелый святой, опираясь на клюку, пытается успокоить и остановить их.
Скуола ди Сан-Джорджо дельи Скьявони занимала здание бывшей больницы святой Екатерины, которое принадлежало монастырю ордена иоаннитов. Дом на заднем плане картины, обращённый фасадом к зрителю, очень похож на здание Скуолы до реконструкции, как оно изображено на виде Венеции Якопо де Барбари 1500 года. Чтобы напомнить, что действие происходит в Вифлееме, художник помещает на заднем плане пальмы, людей в тюрбанах и экзотических животных.